# 1989 en animation asiatique
Voir aussi: 1989 au cinéma - 1989 à la télévision
1988 en animation asiatique - 1989 en animation asiatique - 1990 en animation asiatique

## Principales diffusions au Japon

### Films
- 18 mars : Saint Seiya - Lucifer : Le Dieu des Enfers
- 15 juillet : Dragon Ball Z : À la poursuite de Garlic
- 15 juillet : Mobile Suit SD Gundam's Counterattack (en)
- 29 juillet : Kiki la petite sorcière

### Séries télévisées
Les séries non datées ont débuté avant le 1er janvier de cette année.
- 25 mars : Mobile Suit Gundam 0080: War in the Pocket
- 26 avril : Dragon Ball Z